# Бердичівський педагогічний коледж

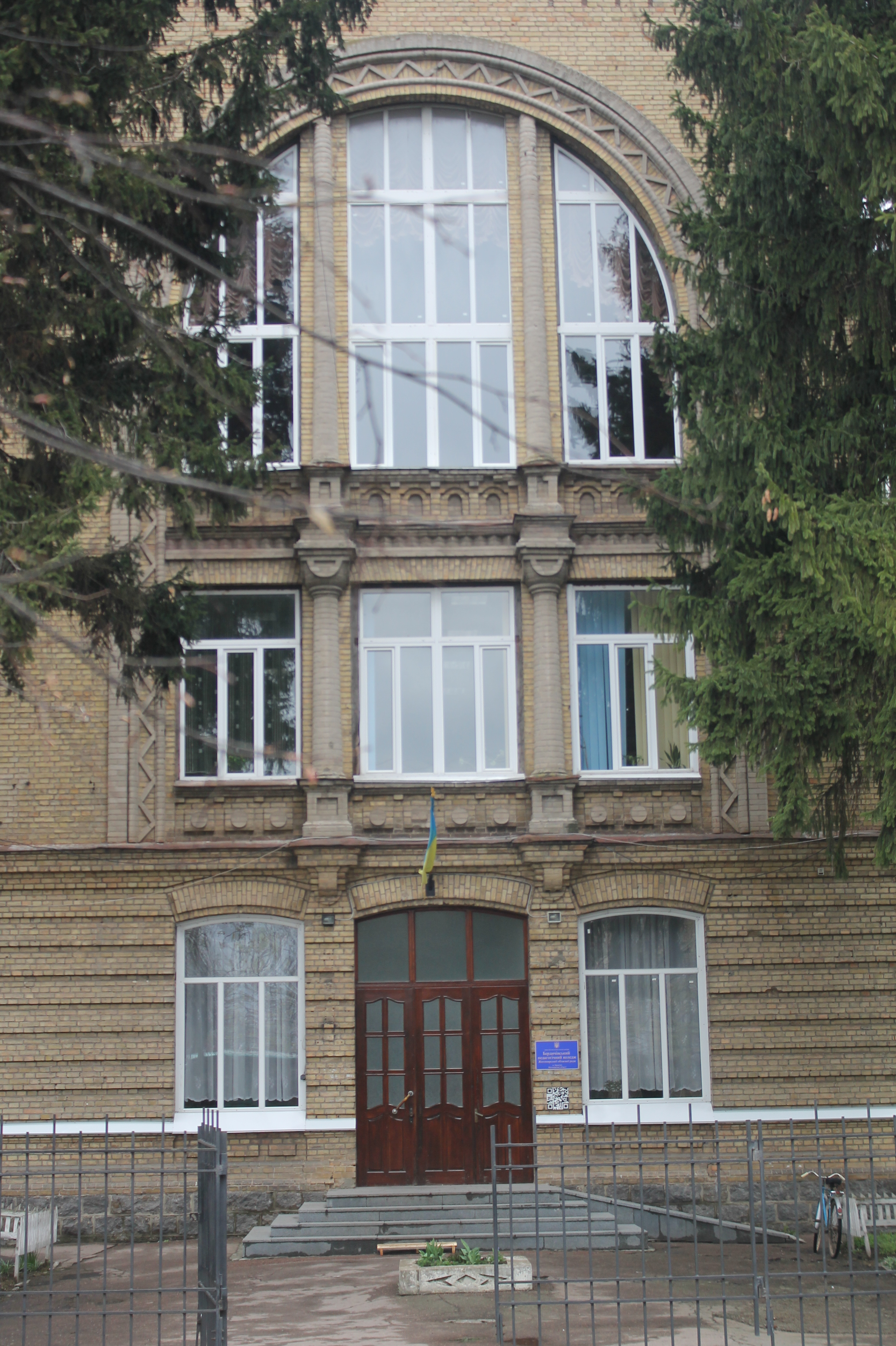
Педагогічний коледж, фасад.

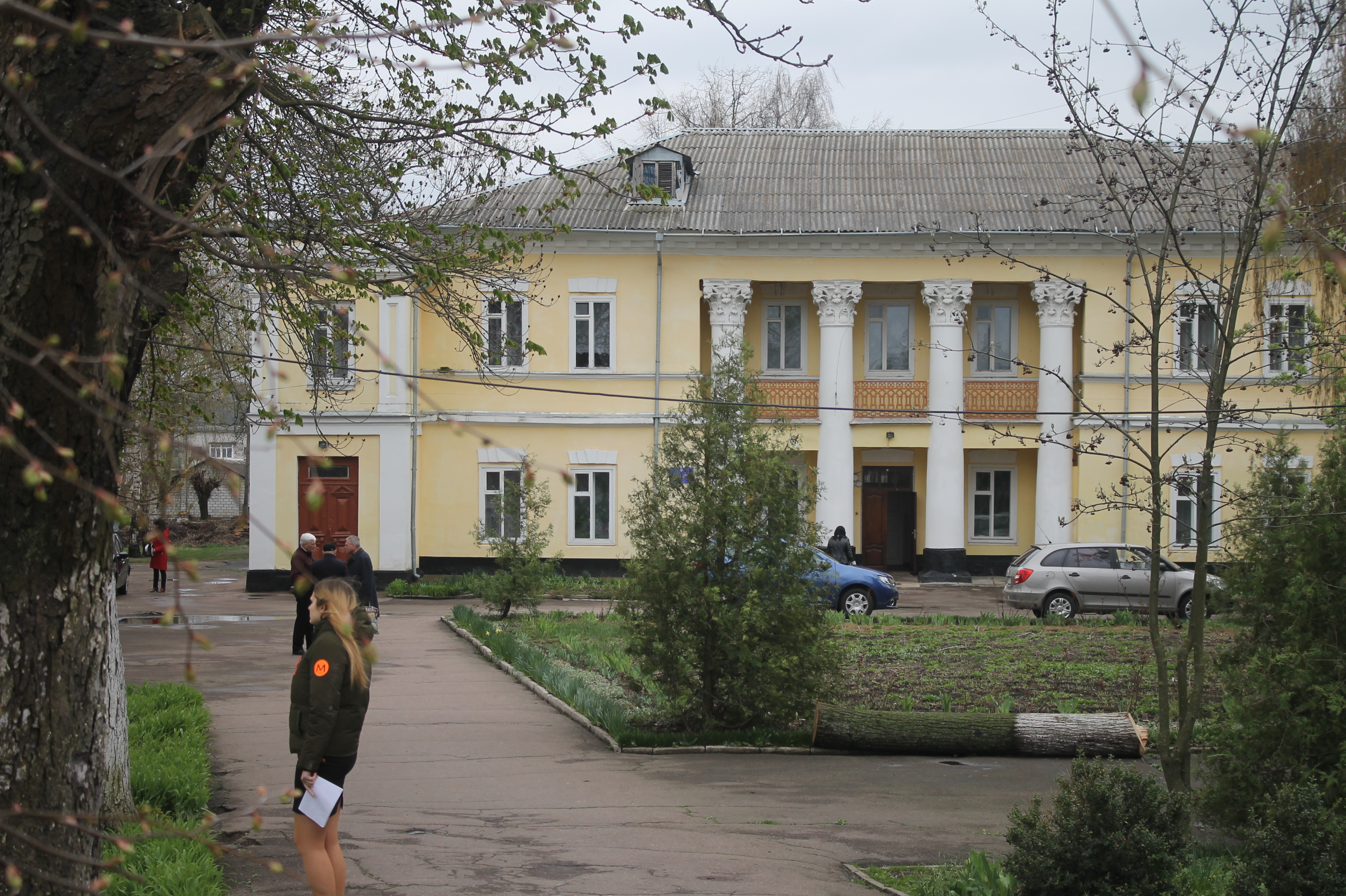
Педагогічний коледж. Музичний відділ.

Бердичівський педагогічний коледж — вищий навчальний заклад у Бердичеві Житомирської області. Заснований 1923 року як Бердичівське педагогічна школа. Контингент учнів становив 95 чоловік 17 викладачів. Навчальний заклад  готував учителів 1-4 класів. До 1931 року педучилище носило ім'я Гринченка, а у 1931 році йому було присвоєно ім'я Затонського.
З 1948 отримав назву Бердичівське педагогічне училище, тут працювали шкільний та дошкільний відділи.  У 1997 році Бердичівське педучилище увійшло в навчальний комплекс "Вінницький університет - Бердичівське педагогічне училище", де впроваджується ступенева підготовка спеціалістів музичного виховання
У 2004 реорганізований в Бердичівський педагогічний коледж.

## Відомі випускники
- Атішев Радислав Олександрович (1988—2016) — молодший сержант Збройних сил України, учасник російсько-української війни.
- Грінченко Галина Феодосіївна — українська радянська діячка
- Логвіненко Тетяна Миколаївна  — кавалер ордена княгині Ольги
- Надольний Іван Федотович — доктор філософських наук, професор, академік Академії наук вищої школи України.
- Приходько Юлія Олексіївна – доктор психологічних наук, професор, академік Академії наук вищої школи України.
- Пшеничний Гордій Семенович (1914—1994) — один із фундаторів і багаторічний керівник Центрального державного архіву кінофотофонодокументів України.